# Play (альбом Akdong Musician)
Play (стилизованно PLAY) — первый студийный альбом южнокорейского дуэта Akdong Musician и их первый релиз с момента победы в K-pop Star 2.

## Предыстория
31 марта 2014 года звукозаписывающая компания YG Entertainment представила первую тизерную фотографию. 1 апреля была показана вторая фотография, которая ещё больше завлекла публику, а вслед за ней — трек-лист альбома, вышедший 2 апреля.

## Композиция
Ли Чан Хёк написал и спродюсировал все песни в альбоме. Исполнительный директор YG Entertainment Ян Хён Сук пояснил:
«До сих пор я руководил продюсированием альбомов для многих певцов, однако труднее всего мне было работать с Akdong Musician. Музыкальные жанры, с которыми я чаще всего работал, были хип-хопом и R&B. Однако жанр Akdong Musician делают музыку в жанре фолк. Жанр, работать с которым я никогда раньше не пробовал, поэтому было правильно, что продюсирование было доверено самим музыкантам группы. Оба участника группы Akdong Musician дебютировали в очень молодом возрасте. В этом году Чан Хёку будет 18 лет, а Сун Хён 15. Если бы я приказывал им делать то-то и то-то, их чистота могла бы испортиться, так как достаточно молоды. Я решил, что это может быть гораздо эффективнее, если брат с сестрой лично будут продюсировать свои песни. Как вы можете видеть в результате, выход первого альбома подтвердил мои ожидания».

## Продвижение и выпуск
Альбом был выпущен в цифровом формате 7 апреля 2014 года, состоящий из 11 песен, был выпущен во всем мире через сервисы iTunes, Melon, Genie и другие музыкальные интернет-порталы. Первое жиовое выступление группы с новым альбомом состоялось 6 апреля на телешоу K-pop Star 3. «200 %» и «Melted» были выбраны непосредственно в качестве заглавных треков, а третья заглавная песня "Give Love ", была выбрана 14 апреля путём голосования поклонников.

## Треки
Все треки написаны лично Ли Чан Хёком
| №   | Название                                        | Продолжительность |
| --- | ----------------------------------------------- | ----------------- |
| 1.  | «Give Love»                                     | 2:56              |
| 2.  | «200 %»                                         | 3:13              |
| 3.  | «얼음들» («Eoreumdeul»; «Melted»)               | 3:55              |
| 4.  | «지하철에서» («Jihacheoreseo»; «On the Subway») | 3:41              |
| 5.  | «가르마» («Gareuma»; «Hair Part»)               | 3:46              |
| 6.  | «인공잔디» («In-gongjandi»; «Artificial Grass») | 3:45              |
| 7.  | «안녕» («Annyeong»; «Hello»)                    | 3:47              |
| 8.  | «작은별» («Jageunbyeol»; «Little Star»)         | 3:47              |
| 9.  | «길이나» («Girina»; «Anyway»)                   | 3:09              |
| 10. | «소재» («Sojae»; «Idea»)                        | 3:19              |
| 11. | «Galaxy»                                        | 2:59              |

## Чарты
| Старана     | Чарты                              | Позиции в чартах |
| ----------- | ---------------------------------- | ---------------- |
| Южная Корея | Gaon Album Chart (еженедельные)    | 1                |
| Южная Корея | Gaon Album Chart (месячные)        | 3                |
| Южная Корея | Gaon Album Chart (полгода)         | 32               |
| США         | Billboard Heatseekers Albums Chart | 20               |
| США         | Billboard World Albums Chart       | 2                |

## Продажи
| Чарт                | Количество |
| ------------------- | ---------- |
| Gaon physical sales | 33,750+    |

## История выхода
| Страна        | Дата          | Формат           | Лейбл                      |
| ------------- | ------------- | ---------------- | -------------------------- |
| По всему миру | 7 апреля 2014 | Digital download | YG Entertainment, KT Music |
| Южная Корея   | 9 апреля 2014 | CD               | YG Entertainment, KT Music |